# Kudły
Kudły (lit. Kudlos) − wieś na Litwie, w rejonie solecznickim, 5 km na zachód od Podborza, zamieszkana przez 17 ludzi. Przed II wojną światową w Polsce, w powiecie lidzkim województwa nowogródzkiego.